# Deolinda Ngulela
Deolinda Carmen Ngulela (Maputo, 18 aprile 1981) è un'ex cestista e allenatrice di pallacanestro mozambicana.

## Carriera
Con il Mozambico ha disputato i Campionati mondiali del 2014 e sei edizioni dei Campionati africani (2000, 2003, 2007, 2011, 2013, 2015).